# Invitație la nuntă

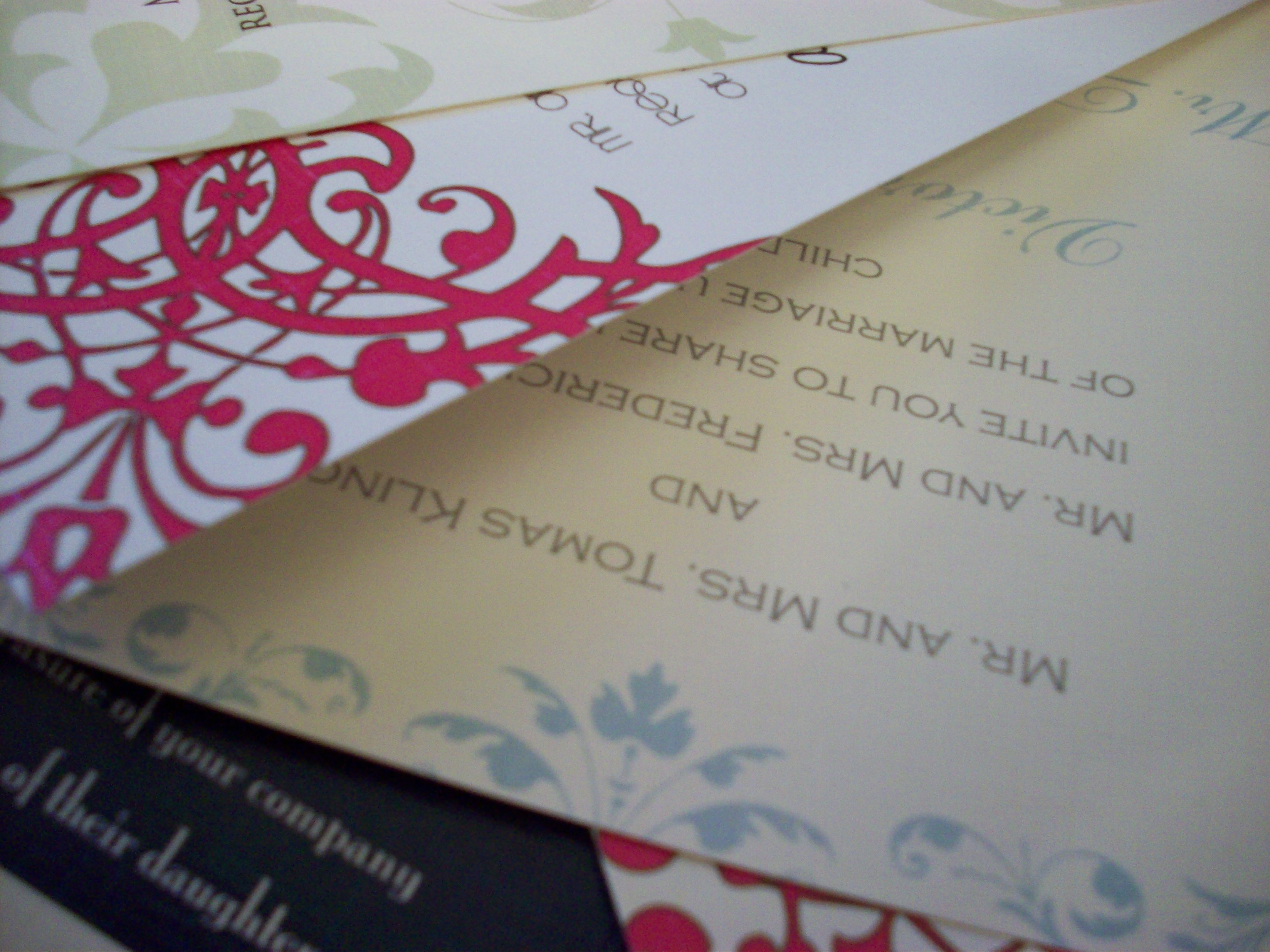
Invitaţie modernă

O invitație de nuntă  este o scrisoare care cere destinatarului să participe la o nuntă. Aceasta este de obicei trimisă cu șase și opt săptămâni înainte de data nunții. Invitațiile de nuntă pot fi printate utilizând una dintre următoarele metode: gravură, litografie, termografie, relief, tipar offset, și, mai recent, pe laser și imprimantă cu jet de cerneală.
Invitațiile pot fi comandate de la un artist sau de la vânzătorul specializat în invitații.
În mod tradițional, invitațiile de nuntă sunt trimise prin poștă în plicuri duble. Plicul interior se încadrează în plicul exterior, pe care este trecută adresa.
În mod tradițional, mama miresei scrie adresa pe invitațiile de nuntă. Cu toate acestea, în anumite cazuri, aceasta poate apela la un caligraf profesionist. Cu tehnologia de calculator, unele au posibilitatea de a imprima direct de pe plicuri dintr-o lista de invitați folosind o îmbinare de corespondență cu procesoare de texte și software-ul de calcul tabelar.
Timbrele pot avea teme referitoare la dragoste. Este recomandat ca plicul exterior să fie de culori deschise datorită noilor metode de triere a corespondenței.
Designul modern de invitație este în continuă schimbare și în evoluție pentru a se potrivi tendințelor actuale. Invitațiile de azi, în general, se potrivesc cu stilul cuplului, precum și nivelul de formalitate al evenimentului. De exemplu, o nuntă pe plajă poate avea lumină, culori proaspete. O nuntă formală la biserică poate avea mai multe tipuri de caractere specifice și o mulțime de ornamente care se potrivesc cu natura formală a evenimentului. Invitația devine din ce în ce mai puțin tradițională și mai mult reflectă personalitatea cuplului.
Multe site-uri web oferă acum modele ce pot fi vizionate și comercializate on-line .